# Mineola (New York)
Mineola település az USA New York államában, Nassau megyében, melynek megyeszékhelye is. Lakosainak száma 20 800 fő (2020. április 1.).

## Népesség
A település népességének változása:

| 2010 | 18 799 |
| 2020 | 20 800 |